# David Harland
David Harland (Wellington, 28 de septiembre de 1962) es un diplomático de Nueva Zelanda. Desde 2011 es Director Ejecutivo del Centro para el Diálogo Humanitario una fundación con sede en Ginebra especializada en la mediación de conflictos armados. Harland fue testigo de la acusación en varios casos en el Tribunal Penal Internacional para la ex Yugoslavia. El 3 de mayo de 2018 fue el encargado de certificar al gobierno español y francés que a las 14.00 horas ETA había dejado de existir.

## Biografía
Nació en el seno de una familia de tradición diplomática. Hijo del diplomático y académico neozelandés Bryce Harland, primer embajador de su país en China. Se licenció en la Universidad Victoria de Wellington, Nueva Zelanda (1983), continuó su formación en Jin Xiu Zheng de la Universidad de Pekín (1988), realizó una maestría en la Universidad de Harvard sobre estudios de Asia Oriental (1991) y se doctoró en la Facultad de Derecho y Diplomacia Fletcher en Estados Unidos (1994).
Se desempeñó como profesor en la Universidad de Harvard de 1989 a 1991. Prestó servicio en misiones de mantenimiento de la paz de las Naciones Unidas en Bosnia y Herzegovina (1993-1998), Timor Oriental (1999-2000)  Kosovo (2008), y Haití (2010).
Durante 1999, fue relevado de sus funciones habituales para investigar y redactar el informe de las Naciones Unidas sobre la masacre de Srebrenica, "La caída de Srebrenica".
Harland fue testigo de la acusación en el Tribunal Penal Internacional para la ex Yugoslavia en los casos del Fiscal contra "Slobodan Miloševic"  (2004), "El Fiscal contra Dragomir Miloševic"  (2007), "El Fiscal contra Radovan Karadžic"  (2010 ) "El Fiscal contra Ratko Mladic"  (2012).
De 2006 a 2011 se desempeñó como Director de la División de Europa y América Latina del Departamento de Operaciones de Mantenimiento de la Paz de las Naciones Unidas.
Harland fue también profesor adjunto en la Escuela de Estudios Internacionales Avanzados (SAIS) de Johns Hopkins, y presidente del Consejo de la Agenda Global sobre Prevención de Conflictos del Foro Económico Mundial .
En 2011 fue nombrado Director Ejecutivo del Centro para el Diálogo Humanitario Henri Dunant.
También forma parte de la Junta Asesora de Alto Nivel sobre Mediación del Secretario General de las Naciones Unidas.
El 3 de mayo de 2018 fue el encargado de certificar al gobierno español y francés que a las 14.00 horas ETA había dejado de existir.

## Publicaciones
- "Killing Game", Praeger Press, 1994.
- "Talk of ‘emergencies’ misses the point", International Herald Tribune, 31 January 2003.
- "Legitimacy and effectiveness in international administration", Global Governance, 15, 18, 2004.
- "What has not happened in Bosnia", International Herald Tribune, 27 January 2004.
- "Post-Dayton Bosnia and Herzegovina", With Elizabeth Cousens, In William J. Durch, ed.,Twenty-First-Century Peace Operations. Washington, D.C.: United States Institute of Peace Press (2006): 49-140.
- "Kosovo and the UN" Archivado el 19 de noviembre de 2014 en Wayback Machine., 'Survival: Global Politics and Strategy', volume 52, number 5, October–November 2010, pp 75–98.
- "Selective Justice for the Balkans", International Herald Tribune, 8–9 December 2012.
- "War is Back - The International Response to Armed Conflict", Horizons, Issue No. 7, Spring 2016, pp 224-234.
- "Never again: International intervention in Bosnia and Herzegovina", July 2017.
- "The lost art of peacemaking", May 2018.